# Marguerite Duras
Marguerite Germaine Marie Donnadieu (Gia Định, cerca de Saigón, Indochina francesa, 4 de abril de 1914-París, 3 de marzo de 1996), más conocida por su seudónimo Marguerite Duras, fue una novelista, guionista y directora de cine francesa.

## Biografía
Nació en Saigón (en la actualidad Ho Chi Minh, Vietnam), mientras la región formaba parte de la Indochina francesa, el 4 de abril de 1914. Pasó su infancia y adolescencia junto a su madre en Indochina, experiencia que la marcó de manera profunda e inspiró muchas de sus obras. 
A los dieciocho años, en 1932, emigró a Francia, donde estudió Derecho, Matemáticas y Ciencias Políticas. Trabajó como secretaria en el Ministerio de las Colonias de 1935 a 1941.
Cambió su apellido en 1943 por el de un pueblo de Lot-et-Garonne, donde estaba la casa paterna (su padre dejó el profesorado en las colonias y regresó a Francia con los dos hijos de su matrimonio anterior).
Se casó en 1939 con Robert Antelme. Tuvo un hijo que murió en 1942. Ese año, Duras conoció a Dionys Mascolo, que terminó siendo su amante, y con quien tuvo otro hijo. Durante la Segunda Guerra Mundial, participaron en la Resistencia francesa. Su grupo cayó tras una emboscada; Marguerite logró escapar ayudada por François Mitterrand, pero Robert Antelme fue apresado y enviado a un campo de concentración el 1 de junio de 1944.
En 1945, pese a su deseo de divorciarse, cuando Robert regresó en penosas condiciones del campo de Dachau, ella se quedó con él para cuidarlo, hecho que relatará en su novela tardía El dolor (La douleur). Se divorció en 1946. Militó en el Partido comunista del que fue expulsada en 1955.
Sus primeras novelas, Les impudents (1943) y La vie tranquille (1944), reflejan cierta influencia narrativa anglosajona; después evolucionó hacia las formas del "nouveau roman", así en L'après-midi de M. Andesmas, de 1960.
Se dio a conocer más con la publicación de una novela de inspiración autobiográfica, Un dique contra el Pacífico (1950), que elabora recuerdos de infancia. Sus obras posteriores ponen de relieve, en relatos cortos, la angustia y el deseo de los personajes que intentan escapar de la soledad.
Sus grandes novelas son Le ravissement de Lol V. Stein, 1964; Le Vice-cónsul, 1966; L'Amante Anglaise, 1967; Détruire, dit-elle, 1969; L'Amour, 1971; y el texto India Song, 1973, que recoge personajes de Le Vice-cónsul y que luego llevó de modo excepcional al cine.
Con El amante (1984) obtuvo el Premio Goncourt. Es una novela más accesible, con la que alcanzó un éxito mundial, con más de tres millones de ejemplares vendidos y traducida a cuarenta idiomas. Retoma ahí un recuerdo de adolescencia y lo elabora de manera novelesca. Volvió a él en L'Amant de la Chine du Nord, de 1991.
Su obra literaria cuenta con unas cuarenta novelas y una docena de piezas de teatro. Su trayectoria dramática fue reconocida en 1983 por la Academia francesa con el Gran premio del teatro. Marguerite Duras escribió el libro Hiroshima, mon amour que sirvió como base de la película homónima dirigida por Alain Resnais, 1958. Duras realizó el guion. Dirigió a su vez varias películas, entre ellas India Song, y Los niños.
La propia vida de la escritora es una novela sobre la que ella ha escrito sin cesar. La destrucción, el amor, la alienación social, son palabras clave en la vida de Marguerite Duras que se detectan en toda su obra. Una historia tormentosa, de soledad y escritura, de palabras y de silencios, de deseos fulgurantes también. Un personaje ineludible, en la vida de Marguerite Duras: su madre. El desamor maternal marcó toda su vida e hizo de ella un personaje controvertido en el que se entremezclaban las exigencias del corazón y los caprichos del cuerpo; impetuosa y obstinada, tuvo tantos detractores como seguidores de sus obras.
Es difícil definir su personalidad: iracunda o dulce, genial o narcisista, pero hay que creerla cuando asegura: "Yo soy una escritora, no vale la pena decir nada más". De hecho, C'est tout, de 1995, fue su último texto.

Hay un libro que desea mi muerte fue la última frase que, a modo de desgarradora despedida, dictó Marguerite Duras en C'est tout.

"Para que el mundo sea soportable, es necesario exorcizar las obsesiones, pero la escritura puede, tanto esconderlas como desvelarlas". Entonces Duras tantea, repite una y otra vez, busca la palabra justa, "prueba" escribir, como se prueba amar aún sabiendo que nunca se logrará totalmente. Marguerite decía: "Escribir es tratar de saber lo que uno escribiría si uno escribiera". "Escribir ha sido siempre lo único que llenaba mi vida, lo único que me separaba de la locura", confiesa en su ensayo de 1993 'Escribir'. Sus novelas se ordenan alrededor de una explosión central, un instante de violencia que da paso al discurso: Hiroshima y el amor, la muerte y el deseo psíquico simbólico entremezclados "Destruir, dice ella. Y esta frase se asemeja a la música, vuelve siempre, es la variación infinita sobre un tema, es letanía y celebración, control y desenfreno". Se han recuperado escritos de juventud muy importantes, como los Cuadernos de guerra y otros textos, en 2006, y unas entrevistas italianas en 2012.
Como escritora, podemos considerar C'est tout su como su última obra (publicado en España como Nada más), una desgarradora despedida de una mujer en el que va dictando unas pocas frases al día a lo largo de su último año de vida. Están dirigidas a su amante, que no sólo las mecanografía, sino que también es el objeto de las pasiones tumultuosas que se desprenden de ellas. Esa mujer es Marguerite Duras, quien fallece sólo tres días después de la última entrada de este libro.

## Reconocimientos y homenajes póstumos
- En 2012 se proyectó en el Museo Reina Sofía de Madrid en el marco de un ciclo de cine feminista su película Cesarée (1978)  y el corto Aurélia Steiner (Vancouver) (1979).[6]
- Entre el 4 de abril y el 9 de mayo de 2014 en ocasión del doble aniversario de Marguerite Duras en 2014 (el centenario de su nacimiento y los treinta años de su obra L´Amant) se desarrollaron diversas actividades en la ciudad de Buenos Aires organizados por la Dirección General del Libro, Bibliotecas y Promoción de la Lectura, Alianza Francesa de Buenos Aires y el Malba-Fundación Costantini.[7]
- Entre el 12 de marzo y el 2 de octubre del 2022 se presentó, en Palacio de La Virreina Centre de la Imatge de Barcelona, "la primera exposición dedicada a Marguerite Duras en el Estado español y la única retrospectiva de carácter museográfico que, hasta el momento y en el ámbito internacional, recorre el conjunto de su obra literaria, fílmica y televisiva."[8] Dicha exposición, comisariada por Valentín Roma, se articuló en torno a nueve ejes temáticos que recorrían su vida y su obra. Esta primera exposición se complementó con un ciclo de películas de la autora en la Filmoteca de Cataluña (8 de marzo- 8 de abril).[9]

## Obra
- Les impudents, Plon, 1943. Tr.: La impudicia, Tusquets, 1995.
- La vie tranquille, Gallimard, 1944. Tr.: La vida tranquila, Noguer, 1990; Mardulce, 2017.
- Un barrage contre le Pacifique, Gallimard, 1950. Tr.: Un dique contra el Pacífico, Versal, 1985; Tusquets, 2008.
- Le marin de Gibraltar, Gallimard, 1950. Tr.: El marinero de Gibraltar, Cabaret Voltaire, 2008; 2017.
- Les petits chevaux de Tarquinia, Gallimard, 1953. Tr.: Los caballitos de Tarquinia, Seix Barral, 1966; Tusquets, 1989; RBA, 1995 (esta ed. con El amor); Tusquets, 2003.
- Des journées entières dans les arbres, Le Boa, Madame Dodin, Les Chantiers, Gallimard, 1954. Días enteros en las ramas, Seix Barral, 1957; 1970; 1988 (esta ed. con El square);
- Le Square, Gallimard, 1955. Tr.: El square, Seix Barral, 1957; 1968; 1988; El parque, Menoscuarto, 2014.
- Moderato Cantabile, Les Éditions de Minuit, 1958. Tr.: Moderato Cantabile, Planeta, 1971; Tusquets, 1987; Unidad Editorial, 1999.
- Les viaducs de la Seine et Oise, Gallimard, 1959.  Los viaductos de Seine-et-Oise, Losada, 1964.
- Hiroshima mon amour, Gallimard, 1960. Tr.: Hiroshima mon amour, Seix Barral, 1964; 1968; 1969; 1984; 1987; MDS Books/Mediasat, 1997; Booket, 2005.
- L'après-midi de M. Andesmas, Gallimard, 1960. Tr.: La tarde de M. Andesmas, Seix Barral, 1963; 1971; 1985 (esta ed. con Las diez y media de una noche de verano); 1990 (esta ed. con Las diez y media de una noche de verano); Planeta-De Agostini, 2000 (esta ed. con Las diez y media de una noche de verano); La siesta de M. Andesmas, Demipage, 2011.
- Dix heures et demie du soir en été, Gallimard, 1960. Tr.: Las diez y media de una noche de verano, Seix Barral, 1968; 1985 (esta ed. con La tarde de M. Andesmas); 1990 (esta ed. con La tarde de M. Andesmas); Planeta-De Agostini, 2000 (esta ed. con La tarde de M. Andesmas).
- Le ravissement de Lol V. Stein, Gallimard, 1964.Tr.: El arrebato de Lol V. Stein, Tusquets, 1987; Círculo de Lectores, 1990; RBA, 1994 (esta ed. con El vicecónsul).
- Teatro I: Les Eaux et Forêts - Le Square - La Música, Gallimard, 1965. Tr.: Aguas y bosques, El cuenco de plata, 2016 (con Véra Baxter y El square).
- Le Vice-cónsul, Gallimard, 1966. Tr.: El vicecónsul, Tusquets, 1993; RBA, 1994.
- L'Amante Anglaise, Gallimard, 1967. Tr.: La amante inglesa, Versal, 1986; Tusquets, 2011.
- Teatro II: Suzanna Andler - Des journées entières dans les arbres - Yes, peut-être - Le Shaga - Un homme est venu me voir, Gallimard, 1968.
- Détruire, dit-elle, Minuit, 1969. Tr.: Destruir, dice, Barral, 1972 (esta ed. con Abahn Sabana David); Tusquets, 1991.
- Abahn Sabana David, Gallimard, 1970. Tr.: Abahn Sabana David, Barral, 1972 (esta ed. con Destruir, dice); Noguer, 1991.
- L'Amour, Gallimard, 1971. Tr.: El amor, Tusquets, 1990; RBA, 1995 (esta ed. con Los caballitos de Tarquinia); Orbis, 1997; Tusquets, 1999; Austral, 2015.
- «Ah! Ernesto», Hatlin Quist, 1971.
- India Song, Gallimard, 1973. Tr.: India song, Fontamara, 1985.
- Nathalie Granger, seguido de La Femme du Gange, Gallimard, 1973.
- Les parleuses, Minuit, 1974, conversaciones con Xavière Gauthier.
- Le camion, seguido de Entretien avec Michelle Porte, Minuit, 1977.
- L'Eden cinéma, Mercure de France, 1977. Tr.: El cine Edén, Ediciones del Oriente y del Mediterráneo, 2016.
- Le Navire Night, seguido de Césarée, Les Mains négatives, Aurélia Steiner, Mercure de France, 1979.
- Vera Baxter ou les plages de l'Atlantique, Albatros, 1980. Tr.: Vera Baxter, El cuenco de plata, 2016 (con El square y Aguas y bosques).
- L'Homme assis dans le couloir, Minuit, 1980. Tr.: El hombre sentado en el pasillo, Tusquets, 1985; 2010 (esta ed. con El mal de la muerte).
- L'Eté 80, Minuit, 1980. Tr.: El verano del 80, Bid & co., 2010.
- Les Yeux verts, en: Cahiers du cinéma, n.° 312-313, junio de 1980 y nueva edición ampliada, 1987. Tr.: Los ojos verdes. Paradigma, 1990; Plaza y Janés, 1993; UDP, 2022.
- Agatha, Minuit, 1981, teatro (siguiendo a Musil). Tr.: Agatha, Ediciones del Oriente y del Mediterráneo, 2005.
- Outside, Albin Michel, 1981. Tr.: Outside, Plaza y Janés, 1986; Orbis, 1988; Plaza y Janés, 1989; 1993.
- L'Homme atlantique, Minuit, 1982.
- Savannah Bay, Les Éditions de Minuit, 1982 (aumentado en 1983). Tr. en catalán: Savannah Bay, Edhasa-Centre Dramàtic de la Generalitat de Catalunya, 1986.
- La maladie de la mort, Minuit, 1982. Tr.: El mal de la muerte, Tusquets, 2010 (esta ed. con El hombre sentado en el pasillo).
- Teatro III: -La Bête dans la jungle, según el texto de H. James, adaptado por J. Lord y M. Duras,-Les Papiers d'Aspern, según el texto de H. James, adaptación de M. Duras y R. Antelme,-La Danse de mort, según la pieza de August Strindberg, adaptación de M. Duras, Gallimard, 1984. Tr.: La bestia en la jungla (relato) / Henry James. La bestia en la jungla (adaptación teatral) / Marguerite Duras, Arena Libros, 2003.
- L'Amant, Minuit, 1984. Tr.: El amante, Tusquets, 1984; Círculo de Lectores, 1985; 1986; 1987; 1989; Tusquets, 1993; RBA, 1995; Planeta, 1997; El País, 2002; Tusquets, 2007; RBA, 2007; 2008; 2010;  Tusquets, 2010; Círculo de Lectores, 2013; Austral, 2018.
- La douleur, POL, 1985. Tr.: El dolor, Plaza y Janés, 1985; Alianza, 2019.
- La música deuxième, Gallimard, 1985.
- Les yeux bleus cheveux noirs, Minuit, 1986. Tr.: Ojos azules, pelo negro, Tusquets, 1987; 1997; Círculo de Lectores, 1990; Unidad [El Mundo: Biblioteca del verano], 1998.
- La pute de la côte normande, Minuit, 1986.
- La vie matérielle : Marguerite Duras parle à Jérôme Beaujour, POL, 1987; Folio, 1994. Tr.: La vida material, Plaza y Janés, 1988; 1993; La vida material: Marguerite Duras habla a Jérôme Beaujour, Alianza, 2020.
- Emily L., Minuit, 1987. Tr.: Emily L., Tusquets, 1988; 1995.
- La pluie d'été, POL, 1990. Tr.: Lluvia de verano, Alianza, 1990; 2019.
- L'Amant de la Chine du Nord, Gallimard, 1991. Tr.: El amante de la China del Norte, Tusquets, 1991; 1992; RBA, 1997; Tusquets, 1998; 2008; 2015.
- Yann Andréa Steiner, POL, 1992. Tr.: Yann Andréa Steiner, Plaza y Janés, 1993; Salvat, 1994; Círculo de Lectores, 1994; Alianza, 2019.
- Écrire, Gallimard, 1993. Tr.: Escribir, Tusquets, 1994; 2000.
- C'est tout, POL, 1995. Tr.: Esto es todo, Ollero & Ramos, 1998; C'est tout/Esto es todo, (ed. bilingüe precedida del estudio de Christiane Blot-Labarrère "En Marguerite Duras el paraíso no existe", Ollero & Ramos, 1998; Nada más, Periférica, 2022.
- La mer écrite, Marval, 1996, con fotografías de Hélène Bamberger.
- Cahiers de guerre et autres textes, POL, 2006, de los archivos de MD (textos de 1943 y 1949). Tr.: Cuadernos de la guerra y otros textos, Siruela, 2008; Tusquets, 2024.
- Le boureau de poste de la rue Dupin, Gallimard, 2006, entrevistas con François Mitterrand.
- La passion suspendue, Seuil, 2012, entrevistas con Leopoldina Pallotta della Torre (or. italiano, 1987)[10]
- Duras/Godard: Dialogues (avec Jean-Luc Godard, présenté par Cyril Béghin), Post-éditions, 2014; 2021.
- Le dernier des métiers (1962-1991), Seuil, 2016; entrevistas.[11]
- Bovier, François;  Margel, Serge (edd.). Le cinéma que je fais: Écrits et entretiens. POL, 2021. Tr.: Bovier, François;  Margel, Serge (edd.). Marguerite Duras: el cine que yo hago: escritos y entrevistas. Shangrila, 2022.

## Filmografía
- 1967: La Música
- 1969: Détruire, dit-elle
- 1972: Jaune le soleil
- 1972: Nathalie Granger
- 1974: La Femme du Gange
- 1975: India Song
- 1976: Des journées entières dans les arbres
- 1976: Son nom de Venise dans Calcutta désert
- 1977: Le Camion
- 1977: Les Plages de l'Atlantique (Baxter, Vera Baxter)
- 1978: Les Mains négatives (cortometraje)
- 1978: Cesarée
- 1979: Aurélia Steiner (Vancouver) (cortometraje)
- 1979: Le Navire Night
- 1981: Agatha et les lectures illimitées
- 1981: L'Homme atlantique
- 1982: Il Diálogo di Roma (documental)
- 1984: Les Enfants

## Premios y distinciones
Premios Óscar
| Año  | Categoría            | Película            | Resultado |
| ---- | -------------------- | ------------------- | --------- |
| 1961 | Mejor guion original | Hiroshima mon amour | Nominada  |